# Karel Gott
Pour les articles homonymes, voir Gott.
Karel Gott, né le 14 juillet 1939 à Plzeň dans le Protectorat de Bohême-Moravie, aujourd'hui République tchèque, et mort le 1er octobre 2019 à Prague (République tchèque), est un chanteur tchèque.
Il chante principalement en tchèque et en allemand mais aussi en anglais, français, italien, russe, hébreu, espagnol, romani, polonais, hongrois, croate et slovaque. Il faisait continuellement la une des magazines tchèques et ses disques figurent toujours en tête des hit-parades.

## Biographie
Lorsque Karel a 6 ans, la famille de Gott quitte Plzeň pour Prague, où il fréquente le collège puis le lycée. Après le baccalauréat, il tente sans succès de passer l'examen d'entrée à l'académie des Beaux-Arts. À la suite de cet échec, il fait un apprentissage pour devenir électricien. Parallèlement, il commence à jouer de la musique dans des cafés de Prague. En 1959, son talent est découvert lors d'un concours de la relève par Karel Krautgartner (en), un bandleader, qui incorpore Karel Gott dans sa tournée. Il lui donne aussi une recommandation pour le conservatoire de Prague où il étudie alors le chant pendant trois ans. Il enregistre ses premières chansons, interprétées en anglais, en 1960.
En 1963, il lance son premier 45 tours, comportant la version tchèque du titre Moon River d'Henry Mancini. En 1967, il participe au Midem à Cannes. Cette même année, il se produit au New Frontier de Las Vegas durant six mois. En 1968, il représente l'Autriche au Concours Eurovision de la chanson avec le titre Tausend Fenster écrit par Udo Jürgens. Il y décroche la 13e place. Au cours des années suivantes, il obtient plusieurs grands succès avec des chansons en allemand comme Lady Carneval (1968), Weißt du wohin? (1969, sur la musique écrite par Maurice Jarre pour Le Docteur Jivago) qui lui vaut un disque d'or, Einmal um die ganze Welt (1970), Schicksalsmelodie (1971, sur la musique écrite par Francis Lai pour le film Love Story).
Une de ses plus célèbres chansons est Biene Maja, interprétée en 1975 pour la série d'animation Maya l'abeille, produite et diffusée par la ZDF. Depuis ces grands succès en Allemagne, il est surnommé « Die goldene Stimme aus Prag » (« la voix d'or de Prague ») ou encore « Sinatra des Ostens » (« le Sinatra de l'Est »). À la fin des années 1970, il présente son émission à la télévision allemande.
Il apparaît dans de nombreuses émissions dans le monde entier, par exemple dans le Gilbert Bécaud-Show, le Nashville Country Music Festival, l'émission de Rudi Carrell, ainsi que l'émission musicale de la RDA, Ein Kessel Buntes. Karel Gott a publié à peu près 120 albums auxquels il faut ajouter de nombreuses compilations. Il n'existe pas de décompte précis de ses ventes d'albums, selon des estimations, elles dépasseraient les 30 millions d'exemplaires ; d'autres parlent de 100 millions[réf. nécessaire]. En tout cas, il a vendu plus de 15 millions de disques, uniquement en République tchèque et en Slovaquie. Il est le premier artiste qui a reçu le « Disque Diamante » de Supraphon, la plus grande des maisons d'édition en République tchèque.
Il a travaillé pour des maisons d'édition en Europe, aux États-Unis et au Japon. Bien qu'il chante dans de nombreuses langues, ses plus grandes réussites commerciales furent enregistrées en allemand et en tchèque. Gott donne encore des concerts dans le monde entier et on le retrouve dans des émissions musicales à la télévision allemande et tchèque.
Dans son pays d'origine, on lui reproche parfois, comme à d'autres artistes de sa génération, ses compromis avec le Parti communiste tchécoslovaque. Le régime communiste décora Karel Gott à deux reprises en 1977 et en 1985. En 1977, il fut le porte-parole des artistes de l'Anticharte s'exprimant contre la Charte 77, une pétition d'artistes protestant contre l'attitude répressive du gouvernement.

### Décès
En octobre 2015, on lui diagnostiqua un cancer, puis en mars 2016 Karel Gott avait été annoncé qu’il avait remporté la bataille contre la maladie. En septembre 2019, il déclara qu’il souffrait d’une leucémie. Il est décédé entouré de sa famille peu de temps avant minuit le 1er octobre 2019 à l'âge de 80 ans.

### Vie privée
Karel Gott a quatre filles : la plus jeune, Nelly Sofie, est née le 28 mai 2008. Jusqu'à sa mort, il vit avec son épouse Ivana née Macháčková, qui est 38 ans plus jeune que lui, dans une nouvelle maison à Prague. Dans la villa de Jevany, située à l'Est de Prague, où Karel Gott résidait entre 1969 et 2005, on trouve aujourd'hui le musée « Gottland » qui est ouvert pour le public. Dans ce musée, on a la possibilité d'avoir des détails sur la vie privée du chanteur.

## Discographie
- 1967 : Schiwago Medlodie (Weißt du wohin).
- 1968 : Lady Carneval.
- 1968 : Was damals war.
- 1970 : Einmal um die ganze Welt.
- 1970 : Star meines Lebens.
- 1971 : Schicksalsmelodie.
- 1971 : Das sind die schönsten Jahre.
- 1975 : Biene Maja.
- 1975 : Rosa Rosa.
- 1976 : Wie der Teufel es will (Maria Maddalena)
- 1978 : Zwei Herzen ohne Heimat.
- 1978 : Das Mädchen aus Athen.
- 1978 : Lago Maggiore.
- 1979 : Babička.
- 1980 : Eine Liebe ist viele Tränen wert.
- 1980 : Wenn ich Dich nicht hätte.
- 1981 : Du bist da für mich.
- 1982 : Und die Sonne wird wieder scheinen.
- 1986 : Fang das Licht with Darinka.
- 1989 : Du bist für mich wie die Sonne am Morgen.
- 1990 : Nie mehr Bolero.
- 1997 : Zeit zu geh’n (Con Te Partiro).
- 2000 : Für immer jung.
- 2008 : Für immer jung (avec BushidoA).
- 2009 : Fang das Licht, (avec DJ Ötzi).

## Filmographie partielle
- 1964 : Jo Limonade, où il interprète Muj Bóze, muj Bóze et So fár
- 1976 : Parta hic : lui-même